# Zenon Nowosz
Zenon Nowosz, né le 6 février 1944 à Varsovie, est un ancien athlète polonais, spécialiste du 60 m, du 100 m et du 200 m. 
Nowosz a été médaillé de bronze aux championnats d'Europe de 1969 à Athènes sur 200 m. Deux ans plus tard, à Helsinki, il remportait l'argent en relais 4 × 100 m. Il est devenu champion d'Europe du relais 4 × 100 m en 1978 aux championnats d'Europe de Prague
Il a également remporté une médaille d'argent sur 60 m aux championnats d'Europe en salle de 1970 à Vienne derrière Valeri Borzov. Il a été titré sur cette distance en 1973 à Rotterdam.
Il a participé à trois éditions des Jeux olympiques d'été : à Mexico, Munich et Montréal.
Il a en outre remporté en 1970,  dans le cadre de la Coupe d'Europe des Nations, le 100 m en 10 s 2 et le 200 m en 21 s courus lors de la demi-finale disputée à Helsinki, puis le 100 m en 10 s 4 couru lors de la finale disputée à Stockholm [1].

## Palmarès

### Jeux olympiques d'été
- Jeux olympiques d'été de 1968 à Mexico ( Mexique)
  - éliminé en série sur 100 m
  - 8e en relais 4 × 100 m
- Jeux olympiques d'été de 1972 à Munich ( Allemagne de l'Ouest)
  - 7e sur 100 m
  - non-partant en série sur 200 m
  - 6e en relais 4 × 100 m
- Jeux olympiques d'été de 1976 à Montréal ( Canada)
  - éliminé en série sur 200 m

### Championnats d'Europe d'athlétisme
- Championnats d'Europe d'athlétisme de 1969 à Athènes ( Royaume de Grèce)
  -  Médaille de bronze sur 200 m
  - 4e en relais 4 × 100 m
- Championnats d'Europe d'athlétisme de 1971 à Helsinki ( Finlande)
  - 5e sur 100 m
  -  Médaille d'argent en relais 4 × 100 m
- Championnats d'Europe d'athlétisme de 1978 à Prague ( Tchécoslovaquie)
  -  Médaille d'or en relais 4 × 100 m

### Championnats d'Europe d'athlétisme en salle
- Jeux européens en salle de 1969 à Belgrade ( Yougoslavie)
  -  Médaille d'or sur 50 m
- Championnats d'Europe d'athlétisme en salle de 1970 à Vienne ( Autriche)
  -  Médaille d'argent sur 60 m
- Championnats d'Europe d'athlétisme en salle de 1973 à Rotterdam ( Pays-Bas)
  -  Médaille d'or sur 60 m
- Championnats d'Europe d'athlétisme en salle de 1974 à Göteborg ( Suède)
  - 6e sur 60 m
- Championnats d'Europe d'athlétisme en salle de 1976 à Munich ( Allemagne de l'Ouest)
  - 6e sur 60 m

## Sources
- [1] L'Equipe Athlétisme Magazine n°22 du 2 septembre 1970 incluant les résultats de la Coupe d'Europe finalement remportée par l'Allemagne de l'Est, la Pologne terminant 4ème et la France 5ème.

- (en) Cet article est partiellement ou en totalité issu de l’article de Wikipédia en anglais intitulé « Zenon Nowosz » (voir la liste des auteurs).